# Удин (Чусюн)
Уди́н (кит. упр. 武定, пиньинь Wǔdìng) — уезд Чусюн-Ийского автономного округа провинции Юньнань (КНР).

## История
После завоевания Дали монголами и вхождения этих мест в состав империи Юань в 1271 году был создан Бэйлуский регион (北路), который в 1274 году был переименован в Удинский регион (武定路). После завоевания провинции Юньнань войсками империи Мин «регионы» были переименованы в «управы» — так в 1382 году появилась Удинская управа (武定府). После смены империи Мин империей Цин здесь были созданы структуры для администрирования национальных меньшинств, и вновь Удинская управа была образована только в 1765 году в связи с интеграцией национальных меньшинств в общеимперские административные структуры. В 1770 году Удинская управа была понижена в статусе, став Удинской непосредственно управляемой областью (武定直隶州; слова «непосредственно управляемая» означают, что хотя «область» по статусу и ниже, чем «управа», данная область тем не менее всё-таки подчинялась напрямую властям провинции). После Синьхайской революции в Китае была проведена реформа структуры административного деления, в ходе которой области были упразднены, и в 1913 году Удинская непосредственно управляемая область была преобразована в уезд Удин.
После вхождения провинции Юньнань в состав КНР в 1950 году был образован Специальный район Удин (武定专区), и уезд вошёл в его состав.
В 1953 году специальный район Удин был расформирован, а входившие в его состав уезды были переданы в состав Специального района Чусюн (楚雄专区).
Постановлением Госсовета КНР от 18 октября 1957 года Специальный район Чусюн был преобразован в Чусюн-Ийский автономный округ.
В октябре 1958 года к уезду Удин был присоединён уезд Юаньмоу, но уже в ноябре 1959 года он был воссоздан.

## Административное деление
Уезд делится на 7 посёлков, 3 волости и 1 национальную волость.